# Maksim Ryżankou
Maksim Uładzimirowicz Ryżankou (biał. Максім Уладзіміравіч Рыжанкоў, ur. 19 czerwca 1972 w Mińsku) – zastępca szefa Administracji Prezydenta Republiki Białoruś, dyplomata, działacz sportowy.

## Biografia

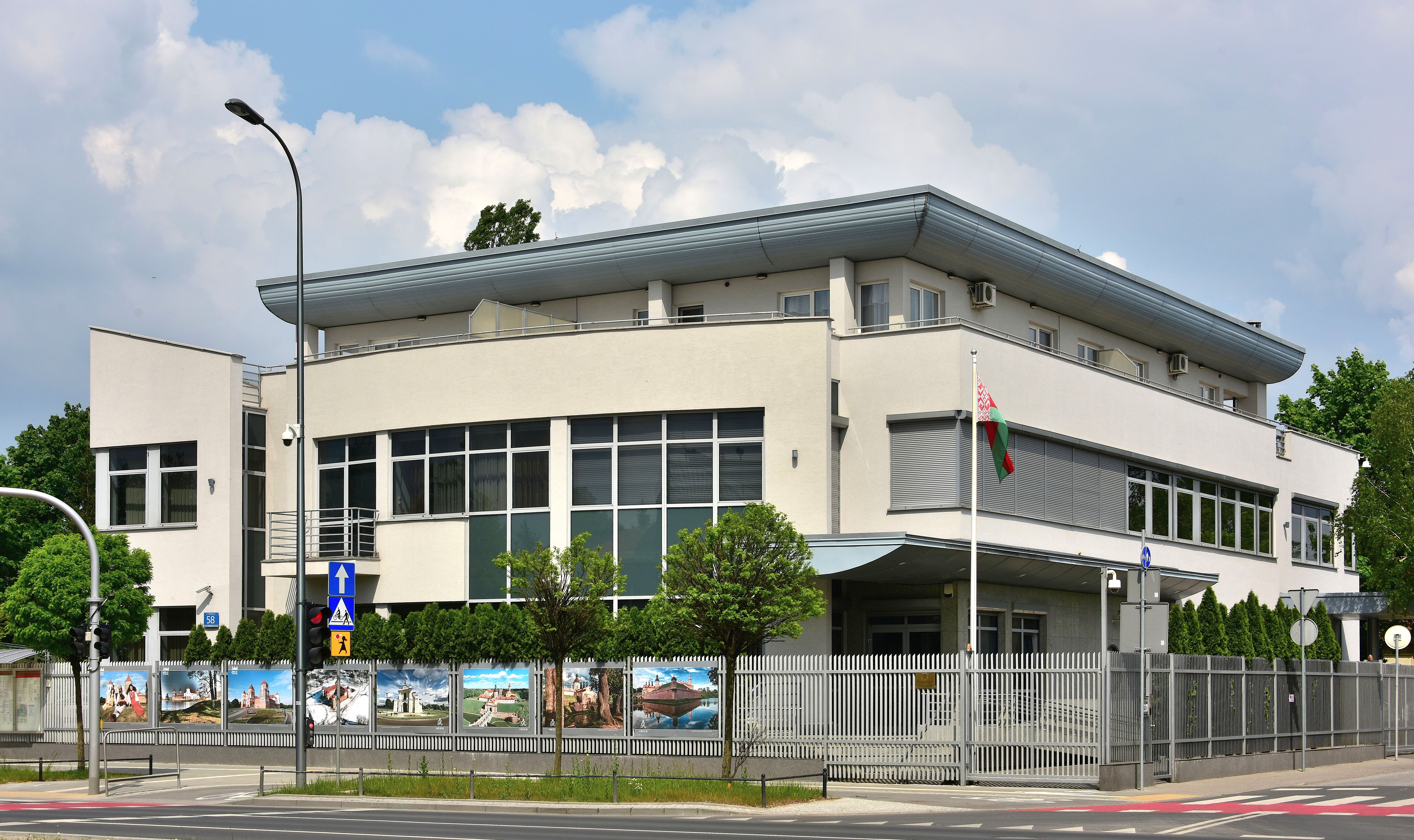
Ambasada Białorusi w Warszawie

Syn pierwszego prezesa Komitetu Olimpijskiego Białorusi Uładzimira Ryżankoua.
W 1994 roku ukończył studia na Wydziale Prawa Białoruskiego Uniwersytetu Państwowego w Mińsku, specjalizując się w prawie międzynarodowym. W latach 1994–1996 pracował w Ministerstwie Spraw Zagranicznych Republiki Białorusi. Od 1996 do 2000 roku był pracownikiem ambasady białoruskiej w Izraelu.
W latach 2000–2003 naczelnik oddziału białoruskiego biura przy OBWE i Radzie Europy. W 2003 roku ukończył Akademię Zarządzania przy Prezydencie Republiki Białorusi. W latach 2003–2005 pracował jako radca w ambasadzie Republiki Białorusi w Rzeczypospolitej Polskiej. W wyniku konfliktu który wybuchł w 2005 roku pomiędzy Warszawą i Mińskiem z powodu represji jakim poddano Związek Polaków na Białorusi i wydaleniu I sekretarza ambasady RP Marka Bućki, władze polskie w ramach retorsji wezwały Ryżenkowa do powrotu na Białoruś, za co następnie wydalono z Białorusi kierownika Wydziału Konsularnego Ambasady RP, Andrzeja Buczaka.
W latach 2005–2006 naczelnik w białoruskim Ministerstwie Spraw Zagranicznych, a następnie od 2006 roku pełnił funkcję szefa Administracji Prezydenta Republiki Białorusi do spraw polityki zagranicznej. Od 2012 do 2016 roku był doradcą prezydenta Białorusi do spraw wychowania fizycznego, sportu i turystyki. Od 2014 roku przewodniczący Białoruskiego Związku Koszykówki. W latach 2015–2017 pierwszy wiceprezes Białoruskiego Komitetu Olimpijskiego. Honorowy członek Białoruskiej Federacji Szachowej (2017).
Od grudnia 2016 roku do czerwca 2024 roku pełnił funkcję pierwszego zastępcy szefa Administracji Prezydenta Republiki Białoruś. Minister spraw zagranicznych Białorusi od 27 czerwca 2024 roku.
Odznaczony Orderem Honoru (2022), Gramotą Pochwalną Zgromadzenia Narodowego Republiki Białorusi (2016).

## Sankcje z UE i innych krajów
21 czerwca 2021 roku został wpisany na „Czarną listę UE”. Zgodnie z decyzją Rady Unii Europejskiej Ryżankou jako pierwszy zastępca szefa administracji prezydenta, który podczas ponad dwudziestoletniej kariery w białoruskiej służbie cywilnej zajmował szereg stanowisk, w tym w Ministerstwie Spraw Zagranicznych i w różnych ambasadach, ma bliskie powiązania z prezydentem i jest odpowiedzialny za zapewnienie wykonywania uprawnień prezydenta w dziedzinie polityki krajowej i zagranicznej, wspiera reżim Łukaszenki. 6 lipca 2021 roku Albania, Islandia, Liechtenstein, Norwegia, Macedonia Północna, Czarnogóra przystąpiły do sankcji UE.
21 czerwca 2021 roku Ryżankou został również wpisany na listy sankcyjne Wielkiej Brytanii i Kanady. 7 lipca 2021 roku Szwajcaria również dodała Ryżankową do swojej listy sankcyjnej.